# Inexpressive Kashiwada and Expressive Oota
Inexpressive Kashiwada and Expressive Oota (яп. 顔に出ない柏田さんと顔に出る太田君, Kao ni Denai Kashiwada-san to Kao ni Deru Ōta-kun, Невиразна Кашівада і виразний Ота) — манґа, написана та проілюстрована Фую Азумою. Вона серіалізувалася на вебсайті Dra Dra Sharp# платформи Niconico Seiga з червня 2018 до червня 2023 року. Аніме-серіал, створений студією Studio Polon, має вийти в жовтні 2025 року.

## Персонажі
Кашівада (яп. 柏田さん)
Сейю: Шіорі Мікамі (промо-відео), Акане Фуджіта (аніме)
Ота (яп. 太田くん)
Сейю: Дайсуке Кішіо (промо-відео), Кьохей Нацуме (аніме)
Тадокоро (яп. 田所君)
Сейю: Юя Хіросе
Сата (яп. 佐田君)
Сейю: Сохей Хорікане
Табучі (яп. 田淵さん)
Сейю: Юмірі Ханаморі
Одаджіма (яп. 小田島さん)
Сейю: Маю Мінеда

## Медіа

### Манґа

#### Основний твір
Манґа «Inexpressive Kashiwada and Expressive Oota» (Невиразна Кашівада і виразний Ота), написана та проілюстрована Фую Азумою, почала публікуватися на сайті Dragon Dragon Age платформи Niconico Seiga 22 червня 2018 року; у грудні 2018 року сайт було перейменовано на Dra Dra Sharp#. Серіалізація завершилася 9 червня 2023 року. Видавництво Fujimi Shobo зібрало розділи манґи в десять томів танкобон, що виходили з 7 грудня 2018 року по 7 липня 2023 року.
3 жовтня 2022 року вийшов рекламний відеоролик, анімований студією Seven Arcs. Юя Кіношіта була режисером, супервайзером, розробляла дизайн персонажів і розкадровку для відео. Ріса Йошіда виступила в ролі режисера анімації.
У Північній Америці манґа ліцензована для цифрового випуску англійською мовою видавництвом Kadokawa.

#### Спіноф
Спіноф серія манґи під назвою Inexpressive Kashiwada and Expressive Oota+ (яп. 顔に出ない柏田さんと顔に出る太田君+, Kao ni Denai Kashiwada-san to Kao ni Deru Ōta-kun+, Невиразна Кашівада і виразний Ота+), також проілюстрована Азумою, почала серіалізацію на тому ж сайті 13 жовтня 2023 року. Станом на 9 квітня 2025 року вийшло два томи.

#### Томи
| №  | Дата виходу   | ISBN                   |
| -- | ------------- | ---------------------- |
| 1  | 7 грудня 2018 | ISBN 978-4-04-072977-0 |
| 2  | 9 липня 2019  | ISBN 978-4-04-073256-5 |
| 3  | 9 грудня 2019 | ISBN 978-4-04-073423-1 |
| 4  | 9 липня 2020  | ISBN 978-4-04-073709-6 |
| 5  | 9 грудня 2020 | ISBN 978-4-04-073903-8 |
| 6  | 9 липня 2021  | ISBN 978-4-04-074165-9 |
| 7  | 9 грудня 2021 | ISBN 978-4-04-074340-0 |
| 8  | 8 липня 2022  | ISBN 978-4-04-074591-6 |
| 9  | 9 грудня 2022 | ISBN 978-4-04-074780-4 |
| 10 | 7 липня 2023  | ISBN 978-4-04-075073-6 |

Inexpressive Kashiwada and Expressive Oota+
| № | Дата виходу   | ISBN                   |
| - | ------------- | ---------------------- |
| 1 | 9 травня 2024 | ISBN 978-4-04-075429-1 |
| 2 | 9 квітня 2025 | ISBN 978-4-04-075863-3 |

### Аніме
Адаптація у форматі аніме-серіалу була анонсована 14 березня 2025 року. Виробництвом займається студія Studio Polon, режисером є Томохіро Камітані. Мічіко Йокоте відповідає за композицію серіалу, а Наото Накамура розробляє дизайн персонажів і виконує обов'язки головного режисера анімації. Юкарі Хашімото та Тецуя Шітара є композиторами. Прем'єра запланована на жовтень 2025 року.